# Раджи, Вирджиния
Вирджиния Раджи (итал. Virginia Raggi; 18 июля 1978, Рим) — итальянский политик, мэр Рима (2016—2021).

## Биография

### Ранние годы и начало политической карьеры
Родилась 18 июля 1978 года в Риме, росла в районе Сан-Джованни, окончила лицей имени Исаака Ньютона. Высшее юридическое образование получила в Третьем Римском университете, где специализировалась на авторском праве, интеллектуальной собственности и новых технологиях. Работала волонтёром в нескольких муниципальных собачьих приёмниках, приняла участие в организации нескольких «групп солидарных покупок» (GAS) — род потребительской кооперации. С 2007 года работала в Римском университете «Форо Италико» на должности cultore della materia. Вступила в Движение пяти звёзд, в марте 2011 года избрана в коммунальный совет Рима, в 2013 году переизбрана. Особое внимание в этот период уделяла вопросам школьного образования и охраны окружающей среды. Её имя по ошибке возникало в списках городских должностных лиц, причастных к громкому скандалу вокруг коррупции и связей с мафией (так называемый скандал Mafia Capitale), но все подозрения были опровергнуты в официальном письме префекта Рима Франко Габриэлли. Как и все кандидаты Движения пяти звёзд, Раджи подписала контракт, обязывающий её уплатить большой штраф и уйти в отставку в случае, если она причинит ущерб имиджу Движения. В соответствии с этим же документом, после избрания она обязалась представлять на рассмотрение экспертов Беппе Грилло все важные документы, принимаемые коммунальным советом.

### Участие в выборах мэра Рима
23 февраля 2016 года Раджи стала официальным кандидатом Движения на должность мэра Рима, победив на праймериз с результатом 45,5 % голосов (её основной соперник Марчелло Де Вита получил 35 %).

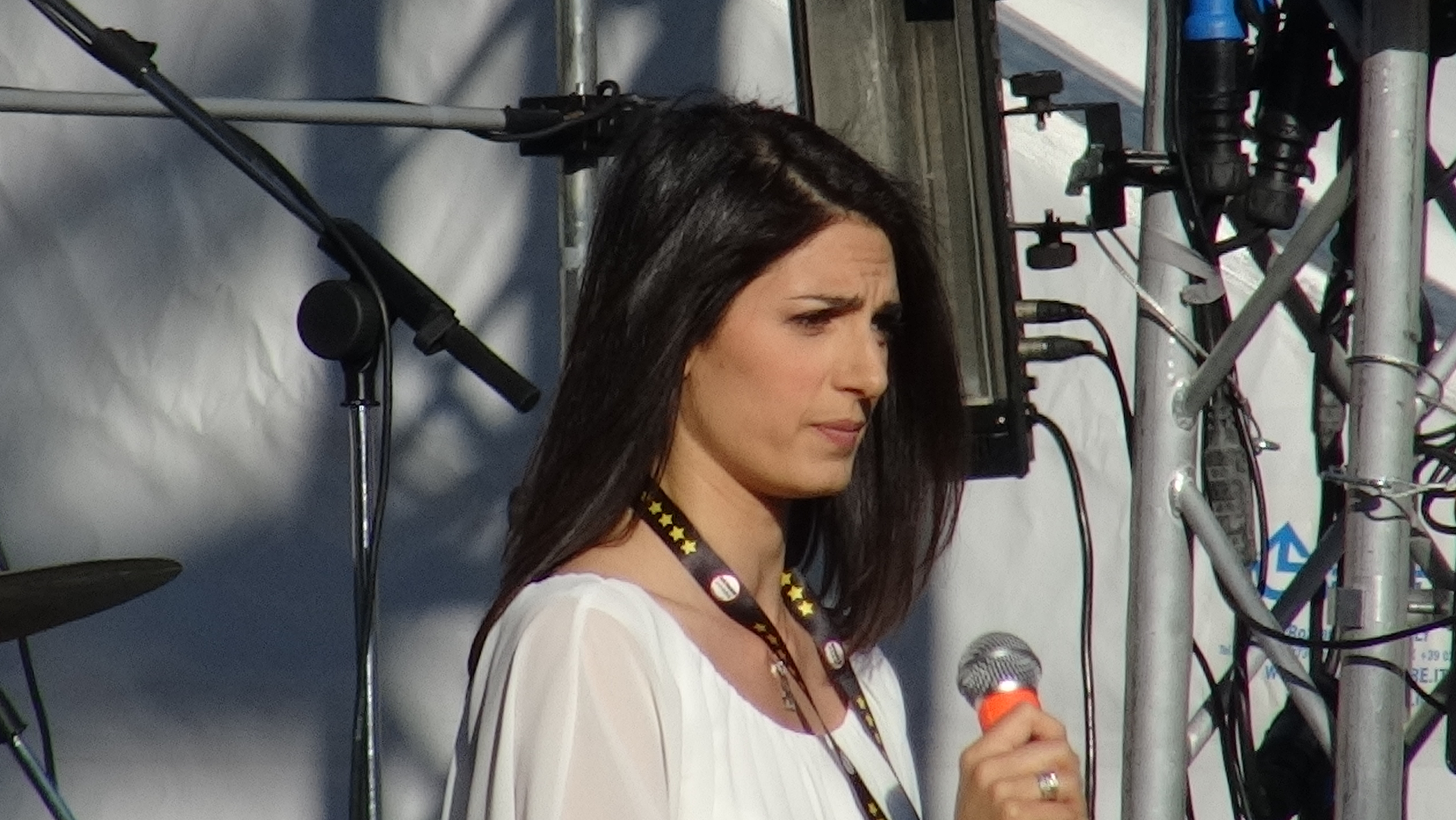
Вирджиния Раджи на предвыборном митинге 3 июня 2016 года.

25 февраля 2016 года, уже после выдвижения её кандидатуры, под давлением журналистов подтвердила, что по окончании университета с 2003 по 2006 год проходила адвокатскую практику в юридическом бюро, основанном бывшим министром и соратником Сильвио Берлускони Чезаре Превити, который именно в тот период и был осуждён по коррупционному обвинению. Ранее она не упомянула об этом напрямую в своей автобиографии, опубликованной на сайте Беппе Грилло. Критически настроенные наблюдатели напоминают, что тогда многие ровесники Раджи стремились защитить Конституцию, законность, свободу сатиры и информации от посягновений второго правительства Берлускони и сторонников тогдашнего премьера, одним из которых являлся именно Превити. Преподавателем Вирджинии Раджи в университете и её покровителем в начале юридической карьеры являлся Пьерэмилио Саммарко (Pieremilio Sammarco), тесно связанный в те времена с Берлускони. Именно Саммарко представлял интересы компании Mediaset в иске на возмещение морального ущерба в объёме 20 млн евро против Сабины Гуццанти и Марко Травальо. В 2006 году Саммарко основал собственное адвокатское бюро, и Раджи перешла туда из studio Previti, о чём также не упомянула в автобиографии для выборов мэра 2016 года, хотя при подготовке к коммунальным перевыборам 2013 года не скрывала ни этого обстоятельства, ни нескольких совместных с Саммарко научных статей, написанных в 2003—2007 годах.
5 июня 2016 года Вирджиния Раджи победила в первом туре выборов мэра Рима с результатом 35,25 % голосов и вышла во второй тур. Её соперником стал заместитель председателя Палаты депутатов Италии Роберто Джакетти, кандидат от левоцентристской коалиции во главе с Демократической партией при участии «зелёных» и Италии ценностей (в первом туре он получил 24,87 %).
17 июня 2016 года, за два дня до второго тура голосования, в печати появились новые обвинения против Раджи — она якобы утаила в своей декларации о доходах сведения об адвокатском гонораре в размере менее 2 тыс. евро, полученном от местного управления здравоохранения города Чивитавеккья (ASL RMF) в период, когда Раджи являлась депутатом коммунального совета Рима. 18 июня Раджи опубликовала в своём Фейсбуке декларацию о доходах за 2015 год в доказательство ложности выдвинутых против неё обвинений, и представители Демократической партии обвинили её в нарушении «дня тишины».

### Мэр Рима

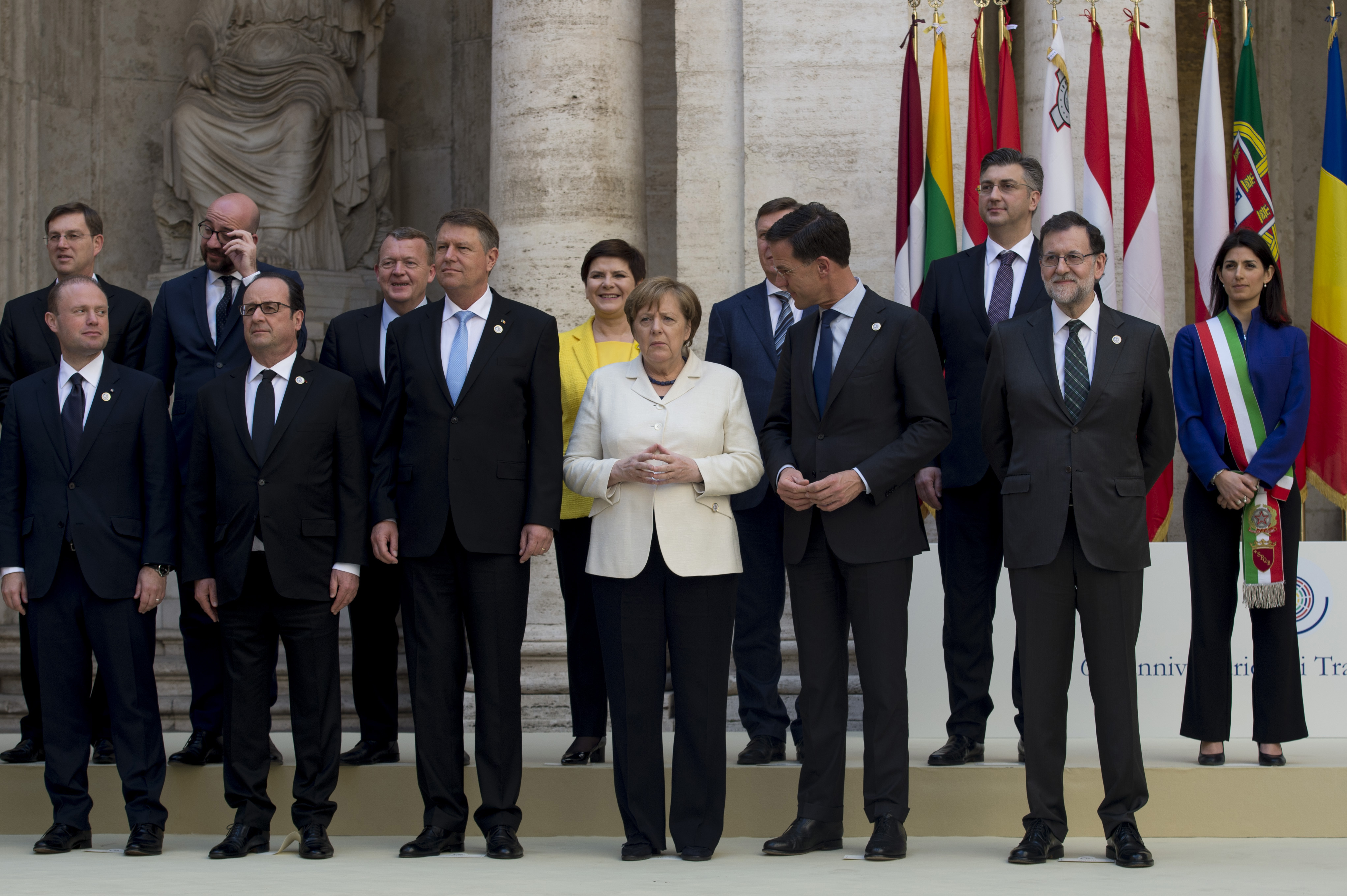
Раджи (крайняя справа) на фотосессии лидеров стран Евросоюза на праздновании 60-летия подписания Римского договора (25 марта 2017 года).

19 июня 2016 года победила во втором туре выборов с результатом 67,15 % голосов против 32,85 % у Джакетти.
22 июня 2016 года председатель Центрального избирательного управления суда Рима Франческо Одди (Francesco Oddi) официально объявил об избрании Вирджинии Раджи мэром Рима.
В начале сентября 2016 года в администрации Раджи сложились серьёзные кадровые проблемы. Выяснилось, что асессор по вопросам охраны окружающей среды Паола Мураро находится под следствием, затем решение о назначении главой аппарата Карлы Райнери было отменено из-за скандала вокруг назначенной ей зарплаты в размере 193 тыс. евро в год, к тому же ушли в отставку асессор по бюджету Марчелло Миненна, руководитель компании городского общественного транспорта (ATAC) Марко Реттигьери, президент муниципальной компании по охране окружающей среды (AMA) Алессандро Солидоро. Ситуация приняла характер полномасштабного политического кризиса вокруг Движения пяти звёзд, в разрешении которого приняли участие Беппе Грилло, а также такие видные члены руководства, как Луиджи Ди Майо и Алессандро Ди Баттиста.
21 сентября 2016 года, без проведения каких-либо консультаций с НОК Италии, Раджи объявила об отказе от планов вступления Рима в борьбу за право проведения Олимпийских игр 2024 года, назвав такие намерения безответственными и заявив на пресс-конференции, что город ещё не расплатился с долгами, возникшими из-за Олимпиады 1960 года.
3 ноября 2016 года городская администрация приняла решение о ликвидации управляющей компании Римского метрополитена ввиду её неэффективности.
16 января 2017 года оглашены итоги социологического исследования популярности политических деятелей Governance Poll 2016, в котором Раджи заняла предпоследнее место среди мэров, получив 44 % поддержки (падение на 23 % по сравнению с прошлым результатом).
13 июня 2018 года по делу о финансовых нарушениях при строительстве нового стадиона футбольного клуба «Рома» арестованы девять человек, в том числе лидер фракции Пяти звёзд в муниципальном совете Рима Паоло Феррара и Лука Ландзалоне, президент компании по управлению коммунальными службами Acea, 51 % которой принадлежит городу.
В августе 2021 года Раджи вызвала волну критики в свой адрес после публичного заявления об отсутствии у неё прививки против COVID-19 (в ноябре 2020 года она перенесла коронавирусную инфекцию, и у неё остаётся выскоим уровень антител).
В преддверии муниципальных выборов 3-4 октября 2021 года коалиция партий выдвинула Вирджинию Раджи на пост мэра Рима. В коалицию входят Движение пяти звёзд, блок Виргинии Раджи, Спортсмены за Рим, Экологичный Рим, Женщины Рима, Рим Решает. Основными соперниками Раджи стали Энрико Микетти от правоцентристов и Роберто Гуальтьери от левоцентристов.
3-4 октября 2021 года Раджи проиграла в первом туре выборов — за неё проголосовали 211 936 избирателей (19,1 %), что означало четвёртое место среди всех кандидатов. Во втором туре 17-18 октября победителем в борьбе за пост мэра итальянской столицы стал Роберто Гуальтьери.
21 октября Роберто Гуальтьери официально вступил в должность мэра Рима.

## Юридическое преследование
22 июня 2016 года прокуратура Рима возбудила дело по вопросу гонораров Раджи от управления здравоохранения Чивитавеккья на основании заявления Ренато Иенаро (Renato Ienaro), заместителя председателя Национальной ассоциации «Свобода и прогресс» (Associazione nazionale libertà e progresso, сокращённо ANLEP) и одновременно руководителя отделения Демократической партии в столичной области Лацио. Тем не менее, ни круг подозреваемых, ни даже сам факт преступления пока не установлены.
16 декабря 2016 года Следственный отдел провинциального римского командования карабинеров по запросу прокуратуры Рима арестовал Раффаэле Марра, которого пресса называет «правой рукой» Вирджинии Раджи (он занимал должность заместителя главы римской городской администрации). Против него выдвинуты обвинения в коррупции, поскольку, будучи директором по недвижимости и зданию городской администрации в 2010 году, во времена мэра Алеманно, он приобрёл у группы Серджо Скарпеллини «Progetto 90» роскошные жилые апартаменты по цене на 500 тыс. евро ниже рыночной (на 40 % дешевле идентичной квартиры, проданной той же группой примерно в то же самое время). Проблема конфликта интересов в отношении Марра обсуждалась уже в течение нескольких месяцев, и Вирджинию Раджи обвинили в неосмотрительности при подборе кадров.
17 января 2017 года суд отклонил гражданский иск близкого Демократической партии адвоката Венерандо Монелло против Раджи, Беппе Грилло и Давиде Казаледжо (сына и наследника покойного Джанроберто Казаледжо), в котором наличие предвыборного контракта между Вирджинией Раджи и Движением пяти звёзд характеризовалось как нарушение 67-й статьи Конституции Италии, запрещающей секретные сообщества. Положение этого контракта о штрафе в размере 150 тыс. евро за нарушение этического кодекса Движения также признано законным.
19 января 2017 года стало известно, что Раджи находится под следствием по иску Европейской партии защиты животных по обвинению в злоупотреблении служебным положением ввиду невозможности для компании, победившей в конкурсе на управление городскими собачьими приютами, приступить к исполнению своих обязанностей ещё с 1 октября 2016 года (по мнению истцов, с мая 2016 года частная компания Avcpp незаконно удерживает приюты в своём распоряжении, не допуская к ним законных управляющих). Прокуратура запросила отправку дела в архив ввиду отсутствия состава преступления в действиях Вирджинии Раджи.
2 февраля 2017 года появились сообщения, что в центре полицейского расследования находится случай с неким Сальваторе Ромео (Salvatore Romeo), который спустя короткое время после того, как застраховал свою жизнь на 30 тыс. евро, указав бенефициаром Вирджинию Раджи, был назначен главой её секретариата с увеличением его годового дохода с 39 тыс. до 110 тыс. евро. В тот же день вечером следователи около часа допрашивали Раджи, которая отвергла обвинения и заявила, что ничего не знала об упомянутом страховом полисе Ромео. По уточнённым данным, Ромео оформил два таких полиса. Первый, бессрочный, на 30 тыс. евро — в январе 2016 года, когда Раджи являлась только рядовым членом коммунального совета Рима, а второй, со сроком действия до 2019 года, на сумму 3 тыс. евро — несколько месяцев спустя. Ромео объяснил свой выбор бенефициара личным отношением и подтвердил, что Раджи ничего об этом не знала (по свидетельствам очевидцев, когда следователи предъявили Раджи соответствующий пункт полиса, она рассмеялась).
29 сентября 2017 года la Stampa сообщила, что дело Сальваторе Ромео отправлено в архив ввиду отсутствия события преступления, но в отношении Вирджинии Раджи прокуратура Рима возбудила новое расследование — управление по борьбе с коррупцией заподозрило мэра в нарушении норм закона при назначении Ренато Марра — брата бывшего заместителя мэра Раффаэле Марра — на должность главы городского департамента туризма (Раджи обвиняют в том, что она солгала антикоррупционному управлению, утверждая, что назначение не было согласовано с Раффаэле Марра).
20 февраля 2018 года суд подтвердил отправку в архив дела о назначении Сальваторе Ромео, но расследование относительно Ренато Марра продолжается.
10 ноября 2018 года оправдана по делу о назначении Ренато Марра (обвинение требовало 10 месяцев лишения свободы). Судья Роберто Ранацци не нашёл в действиях Раджи вменяемого ей нарушения статьи 530 прим. 1 Уголовного кодекса Италии.

## Личная жизнь
Вирджиния Раджи замужем за руководителем технической службы радиостанции Radio Dimensione Suono Андреа Северини, у супругов есть сын. Раджи и Северини пришли в политику вместе и случайно: в числе представителей своего квартала явились на приём к муниципальному чиновнику Альфредо Милиони добиваться организации автобусного проезда до ближайшей станции метро, а тот спросил, кто из посетителей — старший. В 2013 году оба супруга приняли участие в коммунальных выборах, но Северини получил только 132 голоса, а Раджи — 1525, оказавшись по количеству поданных голосов второй в списке Движения пяти звёзд.